# Marek Jóźwiak (lekarz)
Marek Piotr Jóźwiak – polski lekarz, prof. dr hab. nauk medycznych o specjalności
ortopedia i chirurgia urazowa.

## Życiorys
16 czerwca 1993 na Uniwersytecie Medycznym im. Karola Marcinkowskiego w Poznaniu uzyskał doktorat na podstawie pracy „Wykrywanie i lokalizacja anatomiczna powikłań zapalnych po totalnej endoprotezoplastyce stawu biodrowego przy pomocy nanokolloidu albuminowego znakowanego technetem (99mTc)”, a 15 marca 2000, na tej samej uczelni, habilitację na podstawie rozprawy „Kompleksowe wielopoziomowe uwolnienie tkanek miękkich w leczeniu dynamicznych i statycznych zniekształceń kończyn dolnych u dzieci z postacią spastyczną porażenia mózgowego”. 21 grudnia 2012 otrzymał tytuł naukowy profesora nauk medycznych. Jest zatrudniony na stanowisku profesora zwyczajnego na Uniwersytecie Medycznym im. Karola Marcinkowskiego w Poznaniu, w którym pełni funkcję kierownika Katedry i Kliniki Ortopedii i Traumatologii Dziecięcej.

## Odznaczenia
- Srebrny Krzyż Zasługi (2018)[3]